# Kirche Uithuizen

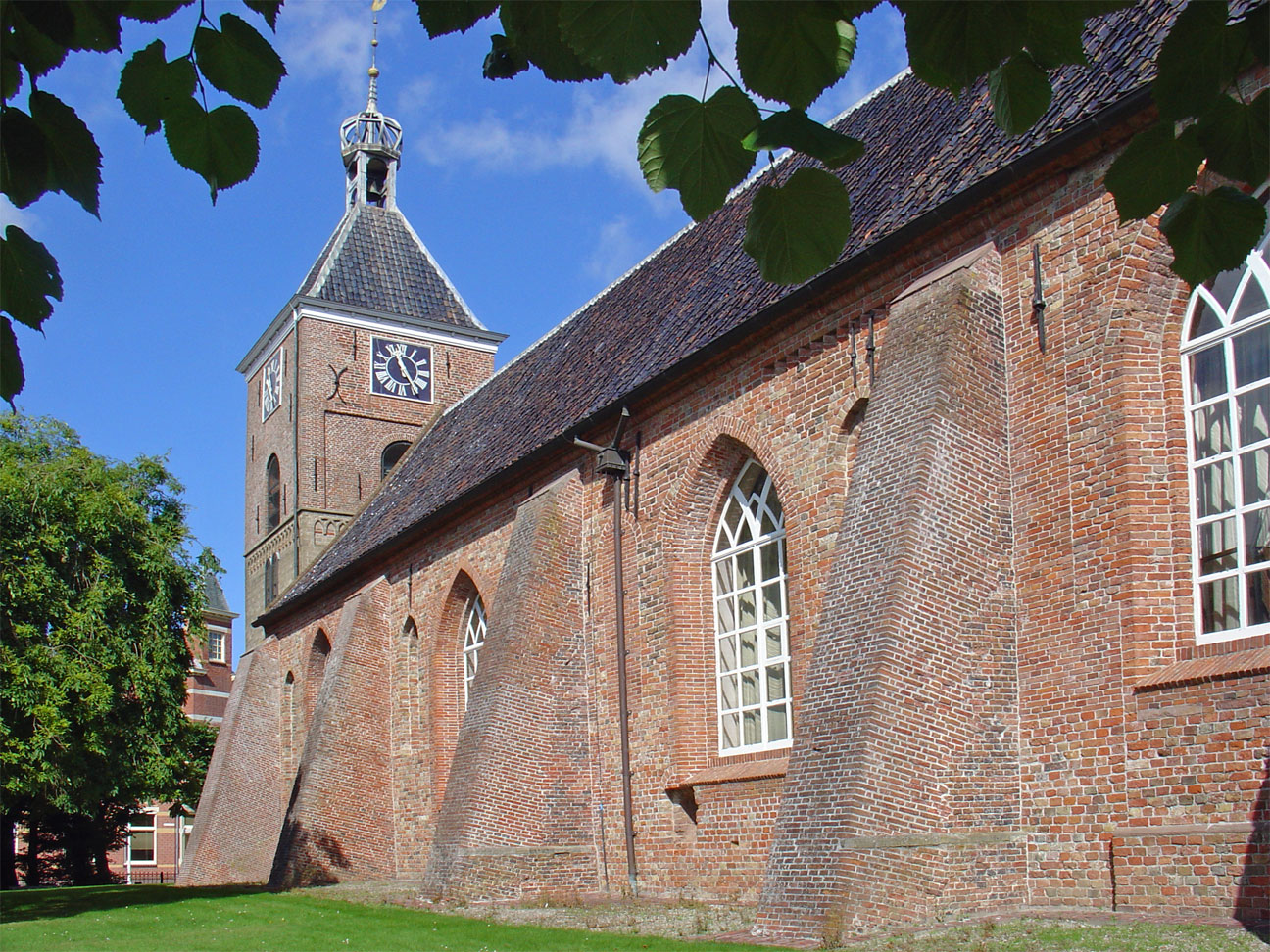
Kirche Uithuizen

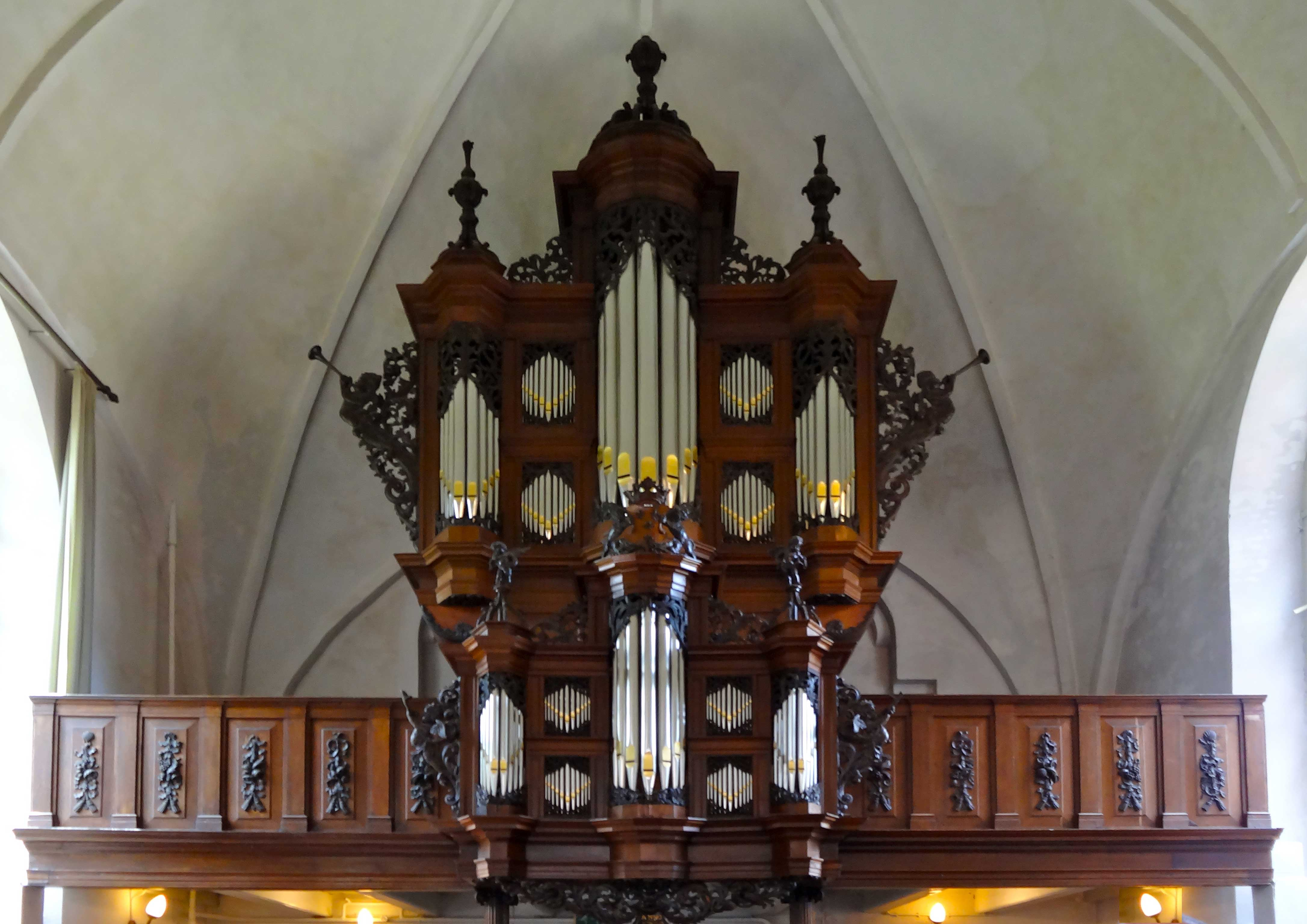
Orgel der Kirche Uithuizen

Die Kirche in Uithuizen (niederländisch Jacobikerk van Uithuizen) (Gemeinde Het Hogeland) auf dem Groninger Hogeland wurde in der ersten Hälfte des 13. Jahrhunderts erbaut. Der Turm, zumindest der untere Teil, ist älter als das Kirchengebäude und stammt aus dem 12. Jahrhundert. Der Chor wurde in der Mitte des 15. Jahrhunderts gebaut. Die Kirche ist im Besitz der Stichting Oude Groninger Kerken (SOGK).

## Name
Die Kirche ist auch als Jakobi-Kirche in Uithuizen bekannt, da M.D. Ozinga 1933 behauptete, dass sie ursprünglich Jakob dem Älteren geweiht war. Neuere Forschungen deuten jedoch darauf hin, dass nicht Jakobus der Ältere, sondern der heilige Dionysius der ursprüngliche Patron der Kirche war, und deshalb bezeichnet der SOGK die Kirche als Dionysiuskerk. Nach der Kapitulation Groningens 1594 wurde die Kirche protestantisch, woraufhin der Patron nicht mehr im Namen erwähnt wurde. Einige hundert Meter weiter westlich, an der Hoofdstraat, wurde 1860 eine neugotische römisch-katholische Kirche gebaut, die dem Apostel Jakobus dem Älteren gewidmet ist.

## Die Kirche
In der Inneneinrichtung befinden sich viele Arbeiten des Groninger Künstlers Allert Meijer. Das Orgelgehäuse, der Lettner und die Herrenbank (1703), die Menkema-Bank, wurden von ihm gefertigt. Wahrscheinlich hat er auch die Kanzel (1713) mit Holzschnitzereien von Jan de Rijk angefertigt, die beide auch die Kanzel in der Mariakerk im nahe gelegenen Uithuizermeeden anfertigten. Es wird auch angenommen, dass Anthonie Verburgh, ein Schwiegersohn von Allert Meijer, der Hersteller der Kanzel war, und die Kanzel ist immer noch in Gebrauch.
Die Grabplatten in der Kirche gehören Mitgliedern der Familie Alberda, die in der Menkemaborg in Uithuizen wohnten.

## Orgel
Die Kirchenorgel mit zwei Manualen und 28 Registern wurde um 1700 von Arp Schnitger gebaut. Sie wurde unter anderem von Albertus Antonius Hinsz, Petrus van Oeckelen und zuletzt 2001 von Bernhardt Edskes gepflegt und restauriert und gehört zu den am besten erhaltenen Schnitger-Orgeln.

## Turm
Auf der Spitze des Kirchturms befindet sich kein Wetterhahn, sondern eine Meerjungfrau, die auch das Symbol im Gemeindewappen der ehemaligen Gemeinde Eemsmond ist. Dieses Symbol befindet sich seit über 350 Jahren auf dem Uithuizen-Kirchturm, denn 1653 musste laut einem Bericht im Uithuizen-Kirchenwächterbuch die Nixe auf dem Turm vergoldet werden: Zum Vergolden der Nixe und Knöpfe auf dem Turm. Auch das Motto „Ex Undis“ (=Aus den Wellen), sowohl der ehemaligen Gemeinde Uithuizen als auch der ehemaligen Gemeinde Eemsmond, bezieht sich auf dieses Symbol.

## Abbildungen

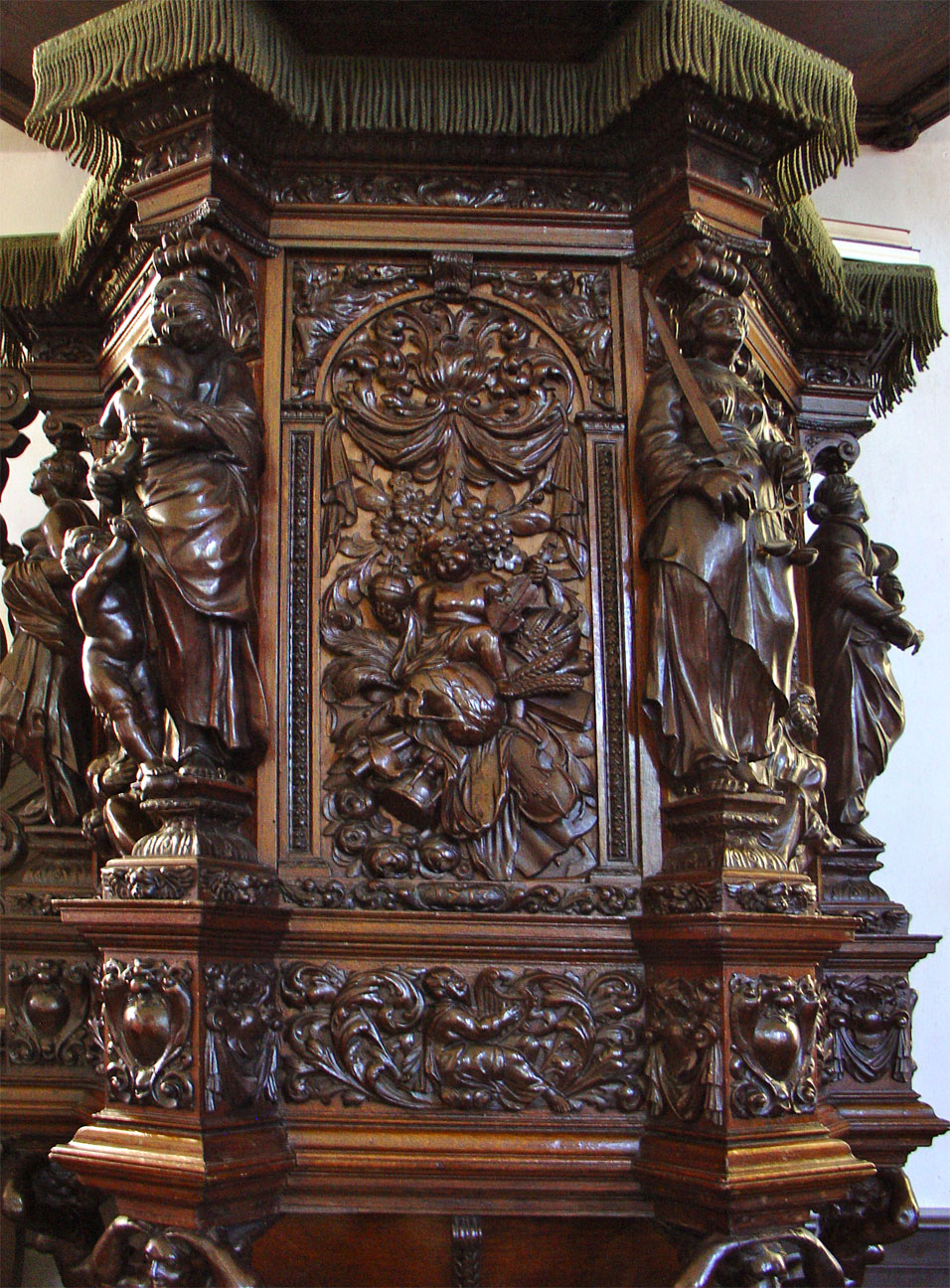
Detail der Kanzel
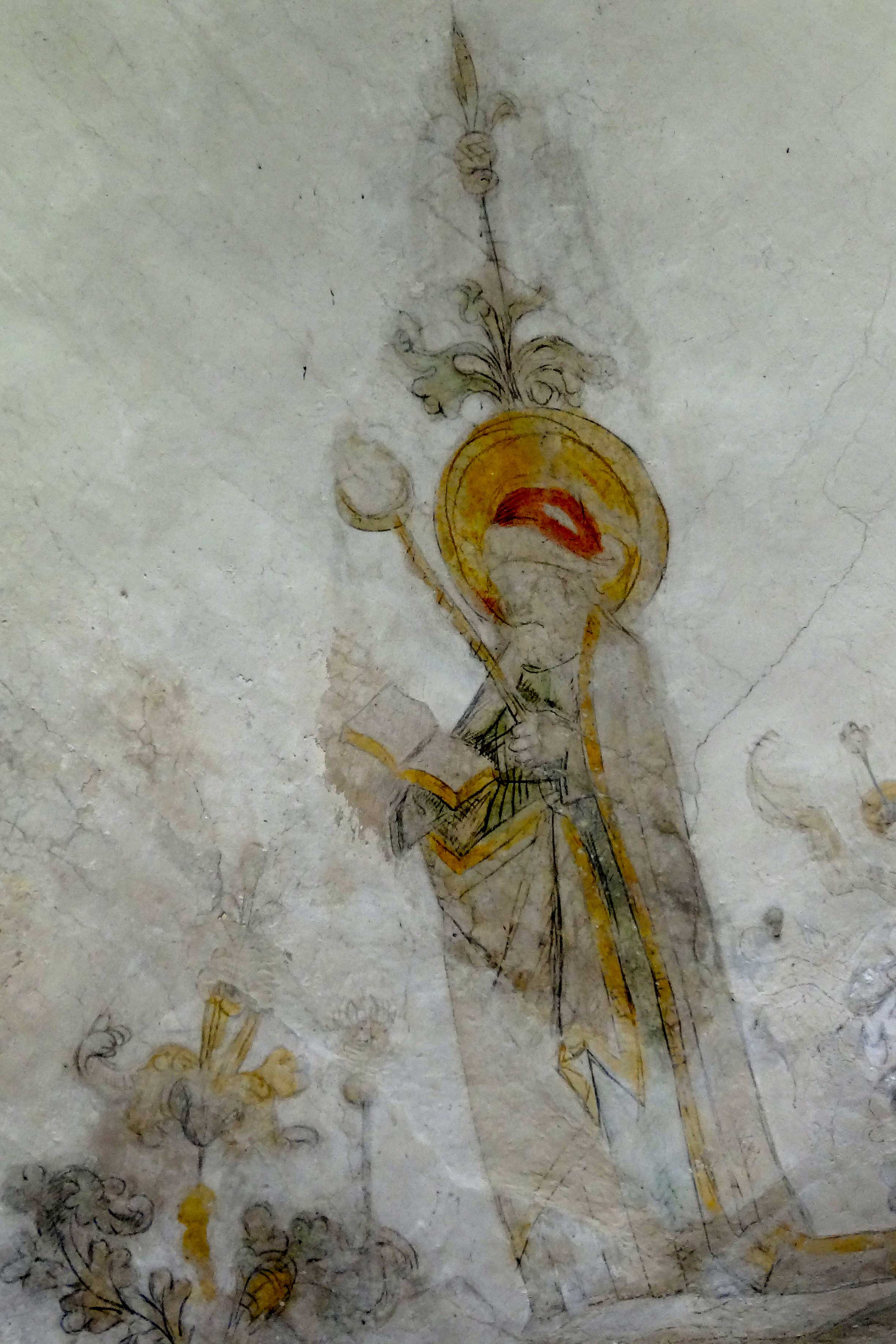
Jakobus der Ältere (Gewölbemalerei)
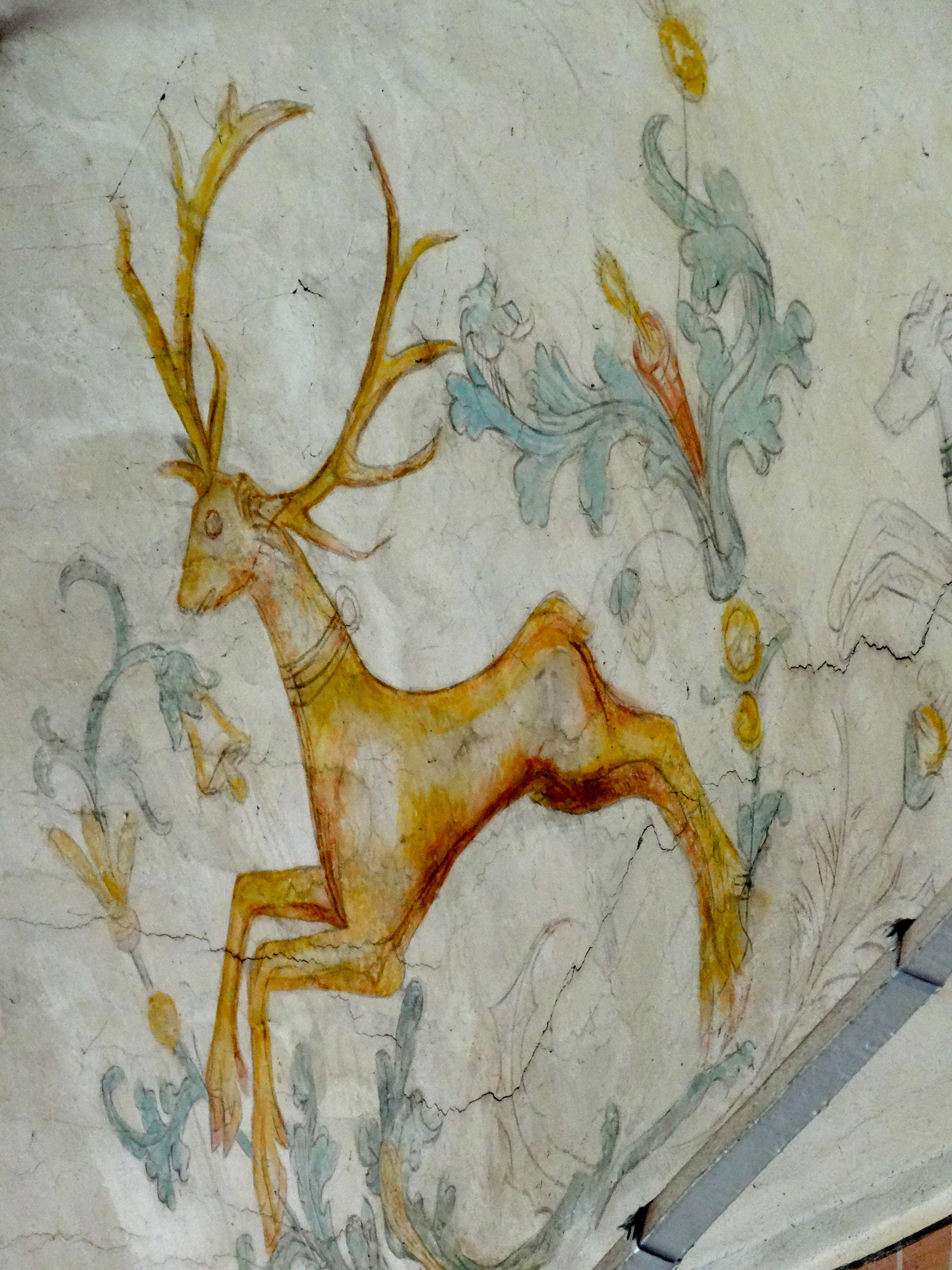
Hirsch (Gewölbemalerei)
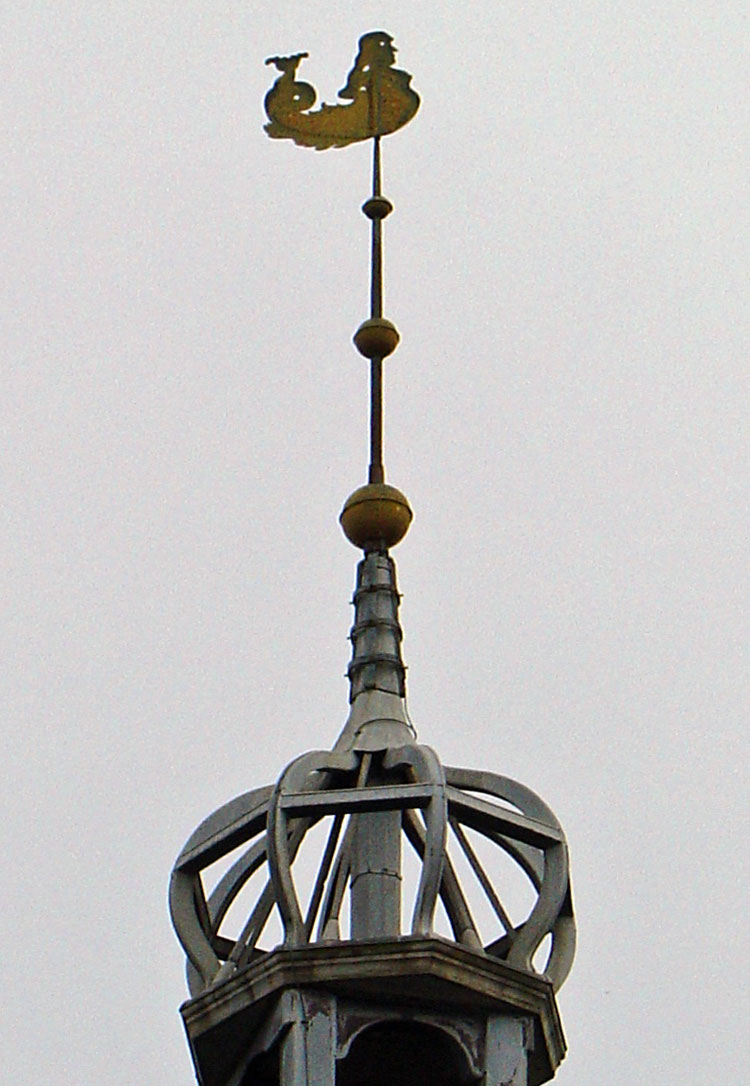
Turmspitze mit Seejungfrau